# 敖龍
敖龍，香港粵劇老倌，原海南省海口市粵劇文武生，到香港後改演武生行當，在香港各大粵劇團演出。除粵劇演出外，還參與電視演出。1980年代曾在亞洲電視劇集中演出劇集，如《
成吉思汗》、《滿清十三皇朝》、《賽金花》等劇。

## 電視劇（亞洲電視）
- 1986年 清末四大奇案之楊乃武與小白菜 飾 錢寶生
- 1986年 哪吒 飾 元始天尊
- 1986年 白髮魔女傳 飾 紅雲道長
- 1987年 滿清十三皇朝之努爾哈赤 飾 楊吉奴
- 1987年 滿清十三皇朝之康熙 飾 明珠
- 1987年 成吉思汗 飾 鎖兒罕失剌
- 1987年 啼笑因緣 飾 樊端本
- 1988年 賽金花 飾  載瀾
- 1988年 锦衣卫 饰 胡惟庸
- 1989年 傅紅雪傳奇 飾 崔黯然
- 1989年 小白龍之死城記 飾 趙虎
- 1990年 血染紫禁城 飾 寶鋆
- 1990年 最佳才子
- 1990年 我係Tuna Fi 飾 Tuna父
- 1991年 豪門 飾 范爵士